# North Las Vegas (Nevada)
North Las Vegas város az USA Nevada államában, Clark megyében. Lakosainak száma 262 527 fő (2020. április 1.).

## Népesség
A település népességének változása:

| 2010 | 216 961 |
| 2020 | 262 527 |